# Albert Sleumer

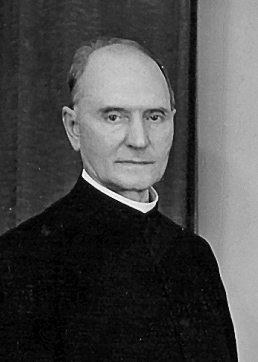
Albert Sleumer

Albert Bernhard Theodor Sleumer (* 3. August 1876 in Osnabrück; † 15. Juli 1964) war ein katholischer Priester und Latinist. Er war zweiter Cifal (1912–1948) der Volapük-Bewegung.

## Leben

### Ausbildung und Berufstätigkeit
Albert Sleumer besuchte das Gymnasium Carolinum in seiner Geburtsstadt Osnabrück und studierte an den Universitäten Münster, Würzburg, Kiel und Brüssel. 1899 wurde er an der Universität Tübingen zum Dr. phil. promoviert. Im Jahr darauf trat er in das bischöfliche Priesterseminar Osnabrück ein und empfing 1901 die Priesterweihe. Nach Tätigkeit als Seelsorger und Gymnasiallehrer in Osnabrück und Hamburg, setzte er 1905 seine Studien an der Universität Bonn fort. 1907 absolvierte er das Staatsexamen und wurde zum Doktor der Theologie promoviert.
Danach lehrte Sleumer zunächst an Gymnasien in Osnabrück und Hildesheim. Von 1909 bis 1916 unterrichtete er als Religionslehrer am Gymnasium Antonianum Vechta. Von 1916 bis 1925 war er als Studiendirektor in Bochum tätig.
Sleumer war ein bedeutender Latinist und Theologe, der 1906 die Notwendigkeit der kirchlichen Zensur verteidigte.
Er war Mitglied der katholischen Studentenverbindungen KAV Baltia Kiel, KStV Germania Münster, KStV Walhalla Würzburg und KStV Alamannia Tübingen im KV.

### Wirken in der Volapük-Bewegung
Sleumer begann erst 1892, Volapük zu lernen – nach der klassischen Periode der Volapük-Bewegung direkt von Johann Martin Schleyer. 1910 ernannte Schleyer Sleumer zu seinem Nachfolger, und als er 1912 starb, wurde Sleumer Cifal.
1921 schlug Arie de Jong Sleumer seinen Plan zur Reform der Sprache vor, und als diese Reform 1929 vorbereitet wurde, legte er das Ganze nicht nur Sleumer, sondern auch Jacob Sprenger vor. Sleumer, De Jong und Sprenger waren die letzte Gruppe, die die sprachliche Entwicklung von Volapük wie eine kleine Schule leitete.
1934 erließ Sleumer ein Dekret zur Regelung der Rechte und Pflichten von Cifals. 1948 trat er als Cifal zurück und ernannte Jacob Sprenger zu seinem Nachfolger.

## Schriften (Auswahl)
- Die Dramen Victor Hugos, mit besonderer Berücksichtigung der Frauencharaktere in denselben; ein Beitrag zur Hugo-Kritik. Dissertation Tübingen 1899 (Digitalisat)
- Die Dramen Victor Hugos. Eine litterarhistorisch-kritische Untersuchung  (= Literarhistorische Forschungen 16). Berlin 1901 (Digitalisat).
- Index Romanus. Verzeichnis sämtlicher auf dem römischen Index stehenden deutschen Bücher. Desgleichen aller fremdsprachlichen Bücher seit dem Jahre 1870. Osnabrück 1906; 2. Auflage 1906 (Digitalisat); 10. Auflage 1951.
- Die Mitwirkung zur Sünde des Nächsten. Dissertation Bonn 1907 (Digitalisat).
- Das Marien-Hospital zu Osnabrück. Festschrift zum 50. Jahrestage der Gründung des Krankenhauses. Osnabrück 1909.
- Liturgisches Lexikon. Ausführliches Wörterbuch zum Missale Romanum, Rituale Romanum und Breviarium Romanum sowie zu den Diözesanproprien von Deutschland, Österreich-Ungarn, Luxemburg und der Schweiz. Steffen, Limburg an der Lahn 1916.
- Wortschatz des neuen Codex Juris Canonici nebst einer Zusammenstellung der weniger bekannten Brevier- und Proprienvokabeln. Steffen, Limburg a. d. Lahn 1922.
- Kirchenlateinisches Wörterbuch. Zweite, sehr vermehrte Auflage des Liturgischen Lexikons unter umfassendster Mitarbeit von Joseph Schmid herausgegeben. Limburg a. d. Lahn 1926.
- Deutsch-kirchenlateinisches Wörterbuch. Anhang: Die Stammzeiten der unregelmäßigen lateinischen Zeitwörter. Dümmler, Berlin 1937; 2. durchgesehene Auflage Dümmler, Bonn 1946; 3. vermehrte Auflage Dümmler, Bonn 1962.